# Avakhil

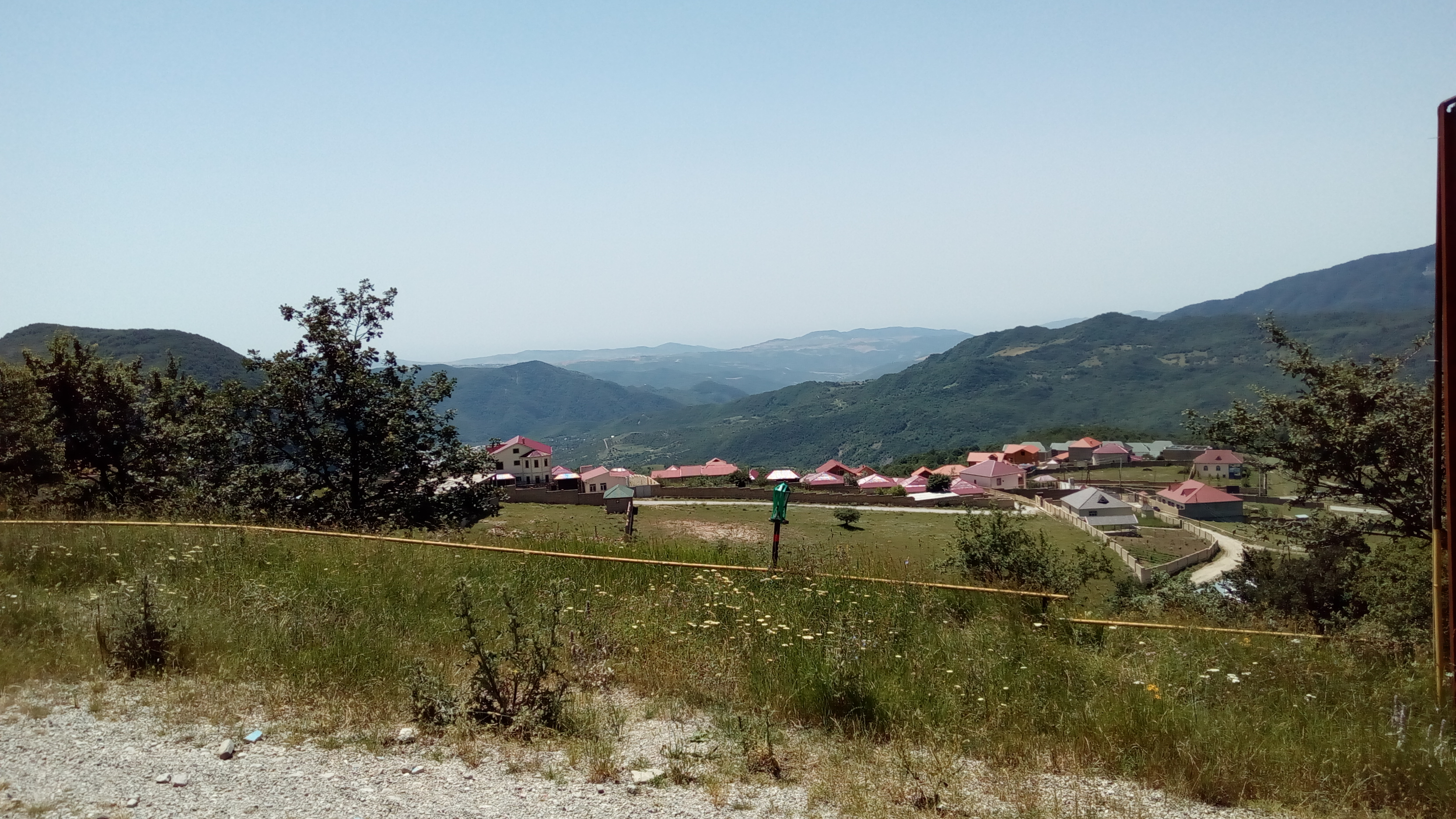

Avakhil est un village de la région de Şamaxı en Azerbaïdjan.

## Population
Selon les statistiques de 2009, la population du village est de 430 personnes.

## Culture
Il y a une école secondaire, une mosquée, des anciens cimetières et des sanctuaires dans le village.

## Sources
Qirxboulag, Gochaboulag, Kamil boulaghi, Buzboulag, Chikboulaghi, Nehra boulaghi, Chaggoulou boulaghi, Azgilli boulag, Avakhil boulaghi, Beuyuk boulag, Ilisou, Kotuklu, Chirali boulag, Jafar boulaghi, Sartcha boulaghi, Garatchohra boulaghi, etc.